# Саут-Фоллсбург (Нью-Йорк)
Саут-Фоллсбург (англ. South Fallsburg) — переписна місцевість (CDP) в США, в окрузі Салліван штату Нью-Йорк. Населення — 2347 осіб (2020).

## Географія
Саут-Фоллсбург розташований за координатами 41°43′33″ пн. ш. 74°38′7″ зх. д. / 41.72583° пн. ш. 74.63528° зх. д. (41.725760, -74.635186).  За даними Бюро перепису населення США в 2010 році переписна місцевість мала площу 15,80 км², з яких 15,40 км² — суходіл та 0,40 км² — водойми.

## Демографія
Згідно з переписом 2010 року, у переписній місцевості мешкало 2870 осіб у 909 домогосподарствах у складі 606 родин. Густота населення становила 182 особи/км².  Було 1385 помешкань (88/км²).
Расовий склад населення:
| - 63,7 % — білих - 14,2 % — чорних або афроамериканців - 1,0 % — корінних американців - 0,9 % — азіатів - 0,2 % — вихідців з тихоокеанських островів - 14,8 % — осіб інших рас |

До двох чи більше рас належало 5,3 %. Частка іспаномовних становила 38,5 % від усіх жителів.
За віковим діапазоном населення розподілялося таким чином: 37,0 % — особи молодші 18 років, 56,2 % — особи у віці 18—64 років, 6,8 % — особи у віці 65 років та старші. Медіана віку мешканця становила 27,4 року. На 100 осіб жіночої статі у переписній місцевості припадало 99,0 чоловіків;  на 100 жінок у віці від 18 років та старших — 95,6 чоловіків також старших 18 років.
Середній дохід на одне домашнє господарство  становив 45 885 доларів США (медіана — 32 022), а середній дохід на одну сім'ю — 46 776 доларів (медіана — 30 774). Медіана доходів становила 25 216 доларів для чоловіків та 22 311 долар для жінок. За межею бідності перебувало 45,3 % осіб, у тому числі 58,0 % дітей у віці до 18 років та 19,5 % осіб у віці 65 років та старших.
Цивільне працевлаштоване населення становило 1113 осіб. Основні галузі зайнятості: освіта, охорона здоров'я та соціальна допомога — 39,0 %, виробництво — 15,8 %, мистецтво, розваги та відпочинок — 9,4 %, оптова торгівля — 8,1 %.